# Bahnstrecke Wegberg Klinkum–Prüfcenter Wegberg-Wildenrath
| Überführung eines ICEs bei Arsbeck |                      |                                               |                                               |
| Streckenlänge: | 5,2 km               |                                               |                                               |
| Spurweite: | 1435 mm (Normalspur) |                                               |                                               |
| |                      |                                               |                                               |
| \| \| \| Bahnstrecke Antwerpen–Rheydt von Wegberg \| \| \| \| 0,000 \| Klinkum \| Klinkum \| \| \| \| Eiserner Rhein nach Dalheim \| \| \| \| 3,200 \| Äußere Abstellgruppe \| Äußere Abstellgruppe \| \| \| 3,501 \| Dkst Kr13; Kreuzung mit Testring 1 des PCW \| Dkst Kr13; Kreuzung mit Testring 1 des PCW \| \| \| 4,482 \| zum Prüfcenter Wegberg-Wildenrath \| zum Prüfcenter Wegberg-Wildenrath \| \| \| 4,950 \| Innere Abstellgruppe \| Innere Abstellgruppe \| \| \| 5,210 \| Gewerbe- und Industriepark Wegberg-Wildenrath \| Gewerbe- und Industriepark Wegberg-Wildenrath \| |                      |                                               |                                               |
| Strecke |                      | Bahnstrecke Antwerpen–Rheydt von Wegberg      | Bahnstrecke Antwerpen–Rheydt von Wegberg      |
| Blockstelle | 0,000                | Klinkum                                       | Klinkum                                       |
| Abzweig geradeaus und nach rechts |                      | Eiserner Rhein nach Dalheim                   | Eiserner Rhein nach Dalheim                   |
| Dienststation / Betriebs- oder Güterbahnhof | 3,200                | Äußere Abstellgruppe                          | Äußere Abstellgruppe                          |
| Kreuzung | 3,501                | Dkst Kr13; Kreuzung mit Testring 1 des PCW    | Dkst Kr13; Kreuzung mit Testring 1 des PCW    |
| Abzweig geradeaus und von links | 4,482                | zum Prüfcenter Wegberg-Wildenrath             | zum Prüfcenter Wegberg-Wildenrath             |
| Dienststation / Betriebs- oder Güterbahnhof | 4,950                | Innere Abstellgruppe                          | Innere Abstellgruppe                          |
| Betriebs-/Güterbahnhof Streckenende | 5,210                | Gewerbe- und Industriepark Wegberg-Wildenrath | Gewerbe- und Industriepark Wegberg-Wildenrath |

Die Bahnstrecke Wegberg Klinkum–Prüfcenter Wegberg-Wildenrath ist eine nach der Verordnung über den Bau und Betrieb von Anschlussbahnen betriebene, etwa fünf Kilometer lange Anschlussbahn im Kreis Heinsberg. Sie verbindet das Prüfcenter Wegberg-Wildenrath (PCW) der Firma Siemens mit der Bahnstrecke Mönchengladbach–Dalheim. Der Anschluss erfolgt über die dem Bahnhof Wegberg zugeordnete Ausweichanschlussstelle Klinkum. Sie wurde bis 2015 vom Eisenbahninfrastrukturunternehmen West Gleis GmbH, einer Tochter der WestVerkehr GmbH, betrieben. Anfang 2016 wurde die Betriebsführung von der West Gleis GmbH an Siemens PCW übertragen.
Eine Nutzung des Anschlussgleises für den Gewerbe- und Industriepark Wegberg-Wildenrath fand bislang (bis 2023) nicht statt.

## Geschichte
Die nie im öffentlichen Personenverkehr genutzte Strecke ging aus der Werksbahn des vormals auf dem Gelände des Prüfcenters befindlichen Militärflugplatz RAF Wildenrath der Royal Air Force hervor und diente von den 1950er-Jahren bis Anfang der 1990er-Jahre der Anbindung des Flugplatzes an das Schienennetz. Nach Aufgabe des Flugplatzes durch die Air Force wurde das Gelände in ein Gewerbegebiet umgenutzt und unter anderem das Siemens-Prüfcenter angesiedelt. Seit 1997 wird die Bahnstrecke als Zu- und Abführungsstrecke für die dort getesteten Schienenfahrzeuge genutzt.
Baulich interessant ist die fast niveaugleiche Kreuzung (Bezeichnung: Deckungsstelle Kr13) des Anschlussgleises mit dem (äußeren) Testring 1 des Prüfcenters. Dieses überquert den Testring mittels einer allein bei Bedienfahrten eingeschobenen Brückenkonstruktion. Der Höhenunterschied zwischen beiden Gleisen beträgt nur 30 Zentimeter.